# バーンサイド問題
バーンサイド問題（英: Burnside problem）は、1902年にウィリアム・バーンサイドによってもたらされた、群論における最も古い影響力のある問題のひとつであり、どの元も有限位数を持つような有限生成群は必ず有限群となるか否かを問うものである。エフゲニー・ゴロドとイゴール・シャハレビッチは1964年に反例を与えた。この問題は、群の元の位数に関する追加条件によって、様々な変種を持つ（後述の有界と制限を見よ）。

## 略歴
初期の研究はいずれも、問題の肯定的解決を期待させるものであった。
例えば、exponentが4であるような有限生成群は必ず有限群となる。Alexei Kostrikinは1958年、与えられた個数の生成元をもち、exponentが与えられた素数であるような有限群について位数最大のものが存在する事を証明し、制限されたバーンサイド問題の部分的解決に成功した。（その後、1989年にEfim Zelmanovによって、制限されたバーンサイド問題は完全に(肯定的に)解決された。）シューアは1911年、任意の有限生成なねじれ群であって、複素数体上の一般線型群の部分群と同型であるような群は有限群である事を示した。この事実は、彼がJordan–Schurの定理を証明する際に用いられた。
これらの研究から得られる直感に反し、バーンサイド問題は否定的に解決された。 
1964年、Golodとシャハレビッチは元の位数が有界にはならないものの、どの元も有限位数を持ち有限生成であるような無限群（オリジナルのバーンサイド問題の反例）を構成した（Golod–Shafarevich theoremも参照せよ）。1968年には、Pyotr Novikovと Sergei Adianが、4381以上の任意の奇数について、その数がexponentとなり、かつ有界バーンサイド問題の反例となるような群を与えた。その後1982年にはA. Yu. Ol'shanskiiが幾何学的なアイデアに基づき、（1010よりも）十分に大きい任意の奇数について、その数がexponentとなり、かつ有界バーンサイド問題の反例となるような群を発見し、比較的容易な証明を与えた。 
exponentが偶数になるような群についてはより難しい。S. V. Ivanovは1992年に、十分に大きい2の冪を約数にもつ十分に大きい偶数について、その数がexponentとなる場合の有界バーンサイド問題を否定的に解決したと発表した（詳細な証明は1994年に発表され、およそ300ページに及んだ）。後年のOl'shanskiiとIvanovの共同研究によって、exponentが十分に大きいという仮定のもとで、双曲群におけるバーンサイド問題が否定的に解決された。一方で、exponentが2,3,4,6以外の小さい数の場合については、現在も未解決である。 